# ژان لان
ژان لان، اولین دوک مونته‌بلو (به فرانسوی: Jean Lannes, 1st Duc de Montebello) ‏ (۱۰ آوریل ۱۷۶۹– ۳۱ مه ۱۸۰۹) فرمانده نظامی معروف ارتش امپراتوری فرانسه بود. او یکی از جسورترین و بااستعدادترین ژنرال‌های ناپلئون بناپارت محسوب می‌شد. مارشال لان دوست نزدیک امپراتور نیز به حساب می‌آمد.

## ارزیابی
مارشال لان به همراه ژنرال لوئی نیکولاس داووت و آندره ماسنا، تواناترین فرمانده نظامی ارتش ناپلئون بود. او در تصمیمات امپراتور نقش اساسی داشت و با مرگ وی در سال ۱۸۰۹ در جریان نبرد اسلینگ، این جایگاه را هیچ فرد دیگری نتوانست پُر کند.